# Каур
Каур (фр. Caours) насеље је и општина у североисточној Француској у региону Пикардија, у департману Сома која припада префектури Абевил.
По подацима из 2011. године у општини је живело 607 становника, а густина насељености је износила 99,02 становника/km². Општина се простире на површини од 6,13 km². Налази се на средњој надморској висини од 15 метара (максималној 87 m, а минималној 6 m).

## Демографија
| 1962. | 1968. | 1975. | 1982. | 1990. | 1999. | 2011. |
| ----- | ----- | ----- | ----- | ----- | ----- | ----- |
| 358   | 388   | 508   | 567   | 599   | 592   | 607   |

График промене броја становника у току последњих година